# Poropuntius huguenini
Poropuntius huguenini és una espècie de peix cipriniforme de la família dels ciprínids.

## Morfologia
Els mascles poden assolir els 46 cm de longitud total.

## Distribució geogràfica
Es troba a Àsia: Sumatra, la península de Malaca i a les conques dels rius Mekong (Laos i Tailàndia) i Chao Phraya.